# Pudong Guoja Jichang
Pudong Guoja Jichang (chiń. 浦东国际机场站) – stacja metra w Szanghaju, na linii 2. Zlokalizowana jest za stacją Haitiansan Lu. Została otwarta 8 kwietnia 2010.